# Списак епизода серије Гли
Гли је америчка мјузикл-хумористичка-драмска телевизијска серија која се емитовала на мрежи Fox. Творци серије су Рајан Мерфи, Бред Фелчак и Ијан Бренан. пилот епизода серије је емитована 19. маја 2009. године и наставак сезоне је почео 9. септембра 2009. године. Fox је првобитно наручио тринаест епизода серије Гли, док је 21. септембра 2009. године наручио целу сезону, са додатних девет епизода. Остатак прве сезоне емитован је девет узастопних недеља почев од 13. априла 2010. године и завршавајући се 8. јуна 2010. године, када је емитовано финале сезоне. Серија се завршила 20. марта 2015. године са шестом и последњом сезоном.
Серија се фокусира на средњошколски шоу-хор, такође познат као гли клуб, у фиктивној Средњој школи Вилијам Макинли у Лими. Вил Шустер (Метју Морисон) преузима гли клуб након што је претходни наставник (Стивен Тоболовски) отпуштен због неприкладног контакта са мушким ученицима. Са крпном групом неисправних тинејџера, Вил покушава да врати гли клубу некадашњу славу, док он развија осећања према својој колегиници Еми (Џејма Мејс), као и да одбрани постојање гли клуба од непопустљиве тренерке навијачица Сју Силвестер (Џејн Линч). Главни фокус серије је на учесницима у глу клубу: њиховим везама као паровима, њиховој љубави према певању и жељи за популарношћу због које долазе у сукоб због чланства у клубу ниског статуса, као и због многих животних изазова у средњој школи и као тинејџера.
Премијера серије је била 19. маја 2009. године и завршила се 20. марта 2015. године.

## Преглед серије
| Сезона | Сезона | Епизоде | Епизоде | Оригинално емитовање | Оригинално емитовање |
| Сезона | Сезона | Епизоде | Епизоде | Премијера            | Финале               |
| ------ | ------ | ------- | ------- | -------------------- | -------------------- |
|        | 1.     | 22      | 22      | 19. мај 2009.        | 8. јун 2010.         |
|        | 2.     | 22      | 22      | 21. септембар 2010.  | 24. мај 2011.        |
|        | 3.     | 22      | 22      | 20. септембар 2011.  | 22. мај 2012.        |
|        | 4.     | 22      | 22      | 13. септембар 2012.  | 9. мај 2013.         |
|        | 5.     | 20      | 20      | 26. септембар 2013.  | 13. мај 2014.        |
|        | 6.     | 13      | 13      | 9. јануар 2015.      | 20. март 2015.       |

## Епизоде

### 1. сезона (2009–10)
Гли (1. сезона)

### 2. сезона (2010–11)
„The Sue Sylvester Shuffle” (11. епизода), емитована је 6. фебруара 2011. године одмах након Супербоула XLV и гледало је 26,8 милиона гледалаца у САД, и представља најгледанији скриптовани ТВ програм у 3 године.
Гли (2. сезона)

### 3. сезона (2011–12)
Гли (3. сезона)

### 4. сезона (2012–13)
Гли (4. сезона)

### 5. сезона (2013–14)
Гли (5. сезона)

### 6. сезона (2015)
Гли (6. сезона)